# Ptichodis ovalis
Ptichodis ovalis là một loài bướm đêm trong họ Erebidae.